# Delphacinus delphacinus
Delphacinus delphacinus är en insektsart som beskrevs av Karl Henrik Boheman 1850. Delphacinus delphacinus ingår i släktet Delphacinus och familjen sporrstritar. Utöver nominatformen finns också underarten D. d. alpinus.